# Toronto Blue Jays
Los Toronto Blue Jays (en español, Azulejos de Toronto) son un equipo profesional de béisbol de Canadá con sede en Toronto, Ontario. Compiten en la División Este de la Liga Americana (AL) de las Grandes Ligas de Béisbol (MLB) y juegan sus partidos como locales en el Rogers Centre.
Desde 2005 es el único equipo de la MLB que juega fuera del territorio de Estados Unidos, cuando los Montreal Expos fueron mudados a Washington D.C. y renombrados como Washington Nationals.

## Origen del nombre del equipo

Logotipo tipográfico.

El equipo se llama Blue Jays es el nombre original en referencia al ave que lleva el mismo nombre, Cyanocitta cristata, (llamado también arrendajo azul, azulejo o urraca azul), y azul es también el tradicional color de otros equipos profesionales deportivos de Toronto como los Maple Leafs (Hojas de Maple) en hockey sobre hielo y the Argonauts (Los Argonautas) en el fútbol canadiense. Es conocida en inglés como Blue Jay. El nombre ha sido traducido al español en muchos medios deportivos como Azulejos de Toronto. Incluso el sitio web oficial en español del equipo ha adoptado esa traducción del nombre.

## Historia

### 1977-1994: La era de Pat Gillick

Logo de la página web oficial.

Los Blue Jays fueron fundados en 1977 y los dueños originales eran Labatt Brewing Company, fabricantes de la popular cerveza Labbat Azul. El equipo fue nombrado "The Jays" y los colores oficiales del equipo son azul real, azul marino, blanco y rojo. Es una franquicia de expansión, siendo fundado el club en 1977 en Toronto. Compitieron por primera vez en la temporada 1977 como equipo de expansión de la Liga Americana. Ese año los Marineros de Seattle también hicieron su aparición en las Grandes Ligas. Su primer partido sería una victoria 9-5 sobre los Medias Blancas de Chicago el 17 de abril de 1977. En aquel partido, Doug Ault de los Jays batearía 2 home runs. Durante la temporada de 1977, Toronto tuvo 54 victorias y 107 derrotas.  Son el segundo equipo de las Ligas Mayores que su sede es fuera de los Estados Unidos y actualmente es la única franquicia canadiense, dado que la anterior que correspondía a los Montreal Expos, se mudó a Washington D.C. para formar después de la temporada del 2004 los Washington Nationals.
A mediados de 1970's y 1980's , los Blue Jays fue un típico equipo de expansión, terminando frecuentemente en el último lugar de su división y con más de 100 derrotas por campaña, a pesar de tener a un co-novato del año en la persona de Alfredo Griffin en 1979. En 1983, el equipo tuvo su primera temporada ganadora, y dos años más tarde fue campeón de su división. De 1985 a 1993, los Blue Jays mostraron su poder en casa en la división Este de la Liga Americana, ganando cinco campeonatos de división en nueve temporadas, incluyendo tres consecutivos de 1991 a 1993. Durante esta carrera, el equipo también estuvo espalda con espalda en los campeonatos de la Serie Mundial de 1992-1993 y liderando jugadores para el Juego de Estrellas, incluido el miembro del Salón de la Fama Roberto Alomar, Joe Carter, John Olerud y Devon White. Los Blue Jays fue el primer equipo (y el único) que ganó la Serie Mundial teniendo su base fuera de los Estados Unidos y el equipo de expansión en la Liga Americana que más rápido lo hizo, ganando en su año número 16.
De 1977 a 1981 los Blue Jays jugaron su primer partido el 7 de abril de 1977, contra los Chicago White Sox, teniendo una asistencia de 44,649 aficionados. El juego es ahora el mejor recuerdo por la tormenta de nieve escasa la cual retardo el inicio del juego. Toronto ganó con el coqueteo de la nieve 9-5 y en donde Doug Ault dio dos jonrones. Ese sería el primero de los 54 juegos que ganaron en esta temporada de 1977 y los Blue Jays terminaron en el último lugar de su división Este de la Liga Americana, con récord de 54-107. Después de esta temporada, el gerente general Peter Bavasi, fue sustituido por Pat Gillick, cargo que tendría hasta la temporada de 1994.
En 1978, el equipo mejoró su récord por cinco juegos, pero permaneció en el último sitio, con un récord de 59-102. En 1979, después de este récord y de terminar en el último lugar, el shorstop Alfredo Griffin fue nombrado Co-novato del Año de la Liga Americana. En suma, la primera mascota, Blue Jay hizo su debut en 1979.
En 1980, Bobby Mattick llegó como mánager sustituyendo a Roy Hartsfield, el mánager original de los Blue Jays. La primera temporada de Mattick como mánager, el equipo levantó un poco, llegado a tratar de ganar 70 juegos, pero finalizaron con un récord de 67-95, ganando 14 juegos más que en 1979. Jim Clancy fue líder con 13 juegos ganados y John Mayberry fue el primer azulejo en dar 30 jonrones en una temporada.
En la temporada de 1981 dividida por la huelga, los Blue Jays terminaron en último lugar en la división del Este de la Liga Americana en ambas mitades de la temporada. Tuvieron un récord de 16-42 en la primera parte y de manera dramática finalizaron a 48 juegos en la segunda parte con récord de 21-32 para un récord combinado de 37-69.
Bajo la dirección del nuevo mánager Bobby Cox, Toronto por primera vez tuvo una temporada sólida en 1982 y finalizaron con récord de 78-84. Su personal de pitcheo estaba formado por los pitcher inicialistas Dave Stieb, Jim Clancy y Luis Leal, y el outfield presentó al joven Lloyd Moseby y Jesse Barfield. La temporada de 1982, tuvo a los Blue Jays con su primera temporada fuera del sótano, dado que finalizaron sexto en el Este de siete equipos.
En 1983, los Blue Jays completaron su primer récord ganador con 89-73, finalizando en el cuarto lugar, nueve juegos por debajo del que sería campeón de la Serie Mundial, Baltimore Orioles. El primera base Willie Upshaw, fue el primer blue jay en tener cien carreras impulsadas.
Los Blue Jays continuaron progresando en 1984, finalizando con el mismo récord de 89-73, pero esta vez en segundo lugar detrás de otro ganador de una Serie Mundial, los Detroit Tigers. Después de 1984, Alfredo Griffin se fue a los Oakland Athletics, y estos dieron al joven dominicano shorstop Tony Fernández, quién sería el favorito de los aficionados por muchos años.
En 1985, Toronto ganó su primer campeonato: el primero de sus cinco títulos divisionales del Este de la Liga Americana. Los Blue Jays tenían un fuerte pitcheo y una ofensiva balanceada. Tony Fernández jugó excelente su primera temporada completa y el veterano pitcher Doyle Alexander fue líder en el equipo con 17 victorias, incluida un juego completo divisional el cual ganó. A media temporada llamaron al equipo grande al pitcher relevista Tom Henke que también fue importante. Finalizaron con récord de 99-62 (récord para la franquicia en ganados) quedaron dos juegos por arriba del segundo lugar los New York Yankees. Los Blue Jays se vieron las caras con los Kansas City Royals en la Serie de campeonato de la Liga Americana, perdiendo tres juegos a uno (conocido como manejando en la '85). Por lo tanto Kansas City ganó tres juegos consecutivos para ganar la serie 4-3 y de esa manera obtener su primero y único campeonato de la Serie Mundial.
Después de los playoffs, el mánager Bobby Cox fue nombrado Mánager del Año de la Liga Americana, pero de manera súbita dejó a los Blue Jays para ser mánager general de los Atlanta Braves, el equipo que anteriormente había dirigido.
Con Jimy Williams ahora como entrenador, los Blue Jays no pudieron realizar la misma campaña de 1986, ocupando la cuarta plaza en su división y con récord de 86-76. Jesse Barfield y George Bell liderearon con 40 y 31 jonrones respectivamente, mientras Jim Clancy, Mark Eichhorn y Jimmy Key empataron sus cifras en 14 victorias cada uno.
En 1987, los Blue Jays perdieron de manera espeluznante la carrera con los Detroit Tigers por dos juegos, después de haber iniciado él último fin de semana y de la temporada para los Tigers. Los Blue Jays terminaron con un récord de 96-66, siendo el segundo mejor en las Ligas Mayores, pero no sirvió de nada. Por lo tanto, George Bell con .308 de porcentaje de bateo, 47 jonrones y 134 carreras producidas fue nominado el Jugador Más Valioso de la Liga Americana, siendo el único Blue Jay que ha sido nombrado hasta ahora.
En 1988, Toronto no pudo repetir su actuación anterior de la temporada. Empataron con los Milwaukee Brewers por el tercer lugar de la división con récord de 87-75 a solo dos juegos por detrás del campeón de la división, los Boston Red Sox. La temporada tuvo numerosos destellos luminosos: El primera base Fred McGriff dio 34 jonrones y Dave Stieb tuvo inició de espalda con espalda en el cual perdió un juego sin hit ni carrera con dos outs y dos strikes en el noveno inning.
En 1989, los Blue Jays tiene un nuevo hogar con techo retráctil: El Sky-Dome (El Domo del Cielo) el cual fue inaugurado a mitad de la temporada. Esto también marcó el inicio de sucesos extraordinarios por un período de cinco años para el equipo. En mayo, el mánager Jimy Williams fue despedido y reemplazado con Cito Gaston, instructor de bateo del equipo. El club tenía un récord perdedor inicial de 12-24 al momento del nombramiento, pero terminó bajo la dirección de Gaston con récord de 77-49 y ganar el título del Este de la Liga Americana, por dos juegos, terminando con un récord de 89-73. El 28 de mayo, George Bell dio de jonrón al cerrador de los Chicago White Sox, Bobby Thigpen, marcando el fin de la era del Exhibition Stadium. El primer juego en el nuevo estadio se realizó el 5 de junio contra los Milwaukee Brewers. Los Blue Jays perdieron 5-3. En 1989. En la Serie del campeonato de la Liga Americana, lidereados por Rickey Henderson, los Oakland Athletics fueron campeones de la Serie Mundial, la cual ganaron 4-1.
En 1990, los Blue Jays tuvieron otra vez una fuerte temporada, pero finalizaron en segundo lugar, dos juegos detrás de los Boston Red Sox. Dave Stieb tuvo un juego sin hit ni carrera contra los Cleveland Indians 3-0 en un estadio de poca capacidad como lo es el Cleveland Municipal Stadium. Hasta el año 2015, esto permanece como el único pitcher Blue Jay que ha lanzado un juego sin hit ni carrera. Durante el final de la temporada, los Blue Jays negociaron por primera vez en la historia de la franquicia, uno de los dos más grandes tratos con el jugador del Juego de Estrellas y shortstop Tony Fernández y el primera base Fred McGriff con los San Diego Padres, en intercambio por el outfielder Joe Carter y el segunda base Roberto alomar. Los Azulejos también obtuvieron al center field Devon White de los California Angels. Estos cambios, principalmente el realizado con los Padres de San Diego, fueron el sostén del equipo en futuras temporadas.
Carter, Alomar y White, fueron adiciones efectivas, y los Azulejos volvieron a ganar la división en 1991, con Carter impulsando a Roberto Alomar la carrera ganadora de la división. Una vez más, fallaron en la postemporada, perdiendo ante los Minnesota Twins, quienes conseguirían su segundo título en la Serie Mundial en cinco temporadas.
Después de 1991 cuando concluyó la temporada, los Blue Jays adquirieron a Jack "El Gato" Morris, quién había sido líder en los Minnesota Twins en la victoria de la Serie Mundial en donde pitcheo 10 innings completos, ganando el juego número siete y nombrado el Jugador Más Valioso de la Serie Mundial. Se agregó al veterano jugador que tenía una ofensiva explosiva como era Dave Winfield siendo firmado por Toronto como bateador designado.
En la temporada regular de 1992 el desempeño fue bueno, dado que los Blue Jays obtuvieron su segunda corona de la división del Este de la Liga Americana con un récord de 96-66, cuatro juegos arriba de los Milwaukee Brewers. También entraron a la temporada sin perder una serie, siendo el primer equipo en 49 años en hacerlo. Los Blue Jays se enfrentaron a los Oakland Athletics (quienes tenían el mismo récord que los Blue Jays y líderes de la división por seis juegos sobre el campeón defensor los Minnesota Twins) en la serie por el campeonato de la Liga Americana, ganando por cuatro juegos a dos. El juego clave de esta serie fue el número cuatro, considerado por muchos como uno de los más importantes juegos en la historia de los Blue Jays: Los Blue Jays regresaron al fabricar un rallye cuando tenían una desventaja de 6-1 en siete innings, pero capitaneados por Roberto Alomar, empataron el juego por un jonrón de dos carreras contra el pitcher cerrador de los Oakland Athletics, Dennis Eckersley en la parte alta del noveno inning. Esto dio una victoria de 7-6 en once innings, ganando la serie 3 juegos a uno y finalmente ganarían la serie por el Campeonato de la Liga Americana 4 juegos a dos.
Los Blue Jays se verían la cara con los Atlanta Braves, en la Serie Mundial. Los Braves regresaron después de que habían perdido con los Minnesota Twins en la Serie previa. El juego principal en estas Serie fue el número 2 cuando el jugador de la banca Ed Sprague dio jonrón de dos carreras en la novena entrada al pitcher cerrador Jeff Readon para darle a los Blue Jays una ventaja de 5-4. Después de que se ganó el juego 3 gracias a Cándido "Candy" Maldonado cuando produjo una carrera en el noveno inning mediante un hit en el juego 4 debido a que Jimmy Key había lanzado en 7 1/3 retirando mediante ponche a 15jugadores (en cinco innings) los Blue Jays no pudieron ganar la Serie en casa, más cuando los Braves regresaron para ganar 7-2 el juego número cinco. El juego 6 en Atlanta, con ventaja para los Blue Jays de 3 juegos a dos, fue un juego muy cerrado. Toronto estuvo a un strike para ganar en la parte alta de la novena entrada, cuando estaban 2-1, pero Otis Nixon dio un sencillo que empató el juego ante el pitcher cerrador de los Blue Jays Tom Henke. Esta fue la primera carrera que concedía el bullpen de los Azulejos en esta Serie. El juego se decidió en 11 entradas, cuando Dave Winfield dio un doble hacia la línea del left-field, enviando dos carreras a home. Los Braves anotaron una carrera en el cierre del undécimo inning, pero el relevista de los Blue Jays Mike Timlin le hizo una gran atrapada a batazo de Otis Nixon, enviando la pelota a Joe Carter que estaba en la primera base y realizó el out. Los Blue Jays era el primer equipo con residencia fuera de los Estados Unidos en ganar la Serie Mundial. Pat Borders, el cácher de los Azulejos, fue nominado el jugador Más Valioso después de batear para .450 con un jonrón en la Serie Mundial. Morris había sido adquirido en gran parte por su reputación y de ser un pitcher de postemporada, pero él estuvo 0-3 en los juegos de playoff, aunque había pitcheado bien durante la temporada regular, siendo el primer pitcher de los Blue Jays en ganar 20 juegos, terminando con un récord de 21-6 y un porcentaje de carreras limpias de 4.04
Después de la temporada de 1992, los Blue Jays dejaron ir al héroe de la Serie Mundial Dave Winfield y al cerrador Tom Henke los cuales firmaron como agentes libres. Pero obtuvieron al bateador designado Paul Molitor de los Milwaaukee Brewers y al pitcher de los playoffs Dave Stewart procedente de los Oakland Athetics.
En 1993, los Blue Jays tuvieron siete jugadores para el Juego de Estrellas: los outfielders Devon Whiter y Joe Carter, los infielders John Olerurd y Roberto Alomar, el bateador designado Paul Molitor, el pitcher inicialista Pat Hentgen y el pitcher cerrador Duane Ward. En agosto, los Blue Jays adquirieron al jugador insignia de los Oakland Athletics Rickey Henderson. Los Blue Jays tuvieron un récord de 95-67 un juego menos ganado que en 1992 y quedaron siete juegos atrás de los New York Yankees quienes ganaron su tercer título divisional. Los Blue Jays ganaron cuatro juegos a dos a los Chicago White Sox en el título de la Liga Americana, mientras que los Philadelphia Phillies, lo hacían cuatro juegos a dos, para su participación en la Serie Mundial.
Esta Serie Mundial tuvo varios juegos excitantes, incluido el juego número cuatro, jugado bajo una pertinaz lluvia, en la cual los Azulejos regresaron de un déficit de 14-9 para ganar 15-14 y tomar una ventaja de tres juegos a uno liderando la Serie. Esta ha sido la anotación más alta en la historia de la Serie Mundial. El juego número seis en Toronto vio a los Azulejos ir ganando 5-1 pero les anotaron cinco carreras en el séptimo inning para irse abajo 6-5. En el cierre del noveno inning, Joe Carter dio de hit con un out, consistiendo en un jonrón de tres carreras ante el cerrador de los Phillies Mitch Williams. Es solo la segunda ocasión en la Serie Mundial que mediante un jonrón se gana una Serie Mundial. El anterior fue en 1960 en el juego número siete dado por Bill Mazeroski de los Piratas de Pittsburgh contra el pitcheo de los Yankees de Nueva York. Pero la diferencia del jonrón de Carter es que Toronto estaba al borde de la eliminación y jugando el cierre del noveno inning.
Las expectativas fueron altas para los Azulejos en 1994, dado que era el equipo bicampeón de la Serie Mundial. Pero tuvieron un pobre desempeño terminando con un récord de 55-60 finalizando en tercer lugar a 16 juegos de distancia de los Yankees de Nueva York, temporada recortada por la huelga de jugadores de las Ligas Mayores. Esta fue la su primera temporada perdedora desde 1982. Joe Carter, Paul Molitor y John Olerud siguieron teniendo buenas actuaciones en el bateo pero el pitcheo falló. Juan Guzmán bajo considerablemente su rendimiento de sus primeros tres años (40-11 con 3.28 en carreras limpias), finalizando en 1994 con 12-11 y un porcentaje de carreras limpias de 5.68. Tres jóvenes jugadores, Alex González, Carlos Delgado y Shawn Green, mostraron ser promesas para el futuro. En ese tiempo, su primos canadienses, los Expos de Montreal, habían tenido un mejor récord en las Mayores, siendo líderes y ser considerada la posibilidad de una tercera vez en Canadá en 1994.
Las cervecerías Labatt que tiene su casa matriz en Bélgica, en donde se envasa Interbrew (en el 2004 emergió AmBez y dejó IBev), haciendo que los Azulejos fueran el segundo equipo de béisbol cuyos dueños estaban fuera de América, después de la expansión de sus primos los Marineros de Seattle (Nintendo de América).

### 1995-2001: La era de Gord Ash
El 31 de octubre de 1994, Pat Gillick, el gerente general de los Azulejos, dejó el equipo en manos de un nativo de Toronto: Gord Ash, quién llevó al equipo a muchos tumultos en esta era. En la temporada de 1995, los Azulejos perdieron su poder de ser contendientes como lo habían sido durante los 12 años anteriores. Ya no era el equipo contendiente de la Serie Mundial y los Azulejos tuvieron una temporada perdedora de 56-88, ocupando la última plaza en la división Este de la Liga Americana a 30 juegos de distancia de los Medias Rojas de Boston.
1996 fue otro año mediocre para los Azulejos, después de que Pat Hentgen ganó el premio Cy Young con récord de 20-10 y un porcentaje de carreras limpias de 3.22. Ed Sprague tuvo el mejor año de su carrera dando 36 jonrones y habiedo impulsado 101 carreras. Por lo tanto, el equipo ganó 74 juegos pero quedó en el cuarto lugar, un peldaño antes del sótano.
Los Azulejos iniciaron la temporada de 1997 con altas esperanzas. No solo el cambio drástico en los Azulejos en sus uniformes, sino que firmaron al as del pitcheo de los Medias Rojas de Boston, Roger Clemens por un contrato de 24 millones y 750 mil dólares. Clemens tuvo una de las mejores temporadas de pitcheo, ganando la Triple Corona en este rubro, con el mejor récord de la Liga Americana con 21-7, porcentaje de carreras limpias de 2.05 y 292 ponchados. Pero con estos registros, no pudo llevar a los Azulejos a la postemporada, finalizando en el último lugar por segunda vez en tres años y con récord de 76-86. Cito Gaston, el mánager por tanto tiempo y quién había llevado al equipo a cuatro títulos divisionales y a ganar dos Series Mundiales, fue despedido cinco juegos antes de terminar la temporada. Esta temporada dio una experiencia única para sus fanáticos con la llegada de los juegos interligas, cuando los Azulejos se verían la cara con otro rival canadiense, los Expos de Montreal, siendo los primeros juegos oficiales entre estos dos equipos.
Antes del inicio de la temporada de 1998, los Azulejos adquirieron al pitcher cerrador Randy Myers y al bateador de poder José Canseco. Cito Gaston fue reemplazado por el Azulejo Tim Johnson, relativamente desconocido como mánager. Con un mediocre bateo pero un fuerte pitcheo lidereado por Roger Clemens, obtuvo su segunda ocasión la Triple Corona de pitcheo con récord de 20-6, porcentaje de carreras limpias de 2.65 y 271 ponches, pero terminando los Azulejos con un récord ganador de 88-74 desde la temporada de 1993. Esto solo fue la buena noticia, pero terminaron en un distante tercer lugar, a 26 juegos detrás de los Yankees de Nueva York, quienes terminaron con uno de los más grandes récords en toda la historia del béisbol con 14-48. Contendieron por el wild card (comodín) hasta la semana final.
Antes de la temporada de 1999, los Azulejos negociaron a Roger Clemens a los Yankees de Nueva York por el pitcher inicialista David Wells, el segunda base Homer Bush y el pitcher de relevo Graeme Lloyd. Firmaron al mánager Tim Johnson durante el entrenamiento de primavera después que puso varias cosas en orden (incluyendo asesinato de gente en la Guerra de Vietnam), para motivar a sus jugadores. Los Azulejos iniciaron titubeantes con la dirección de Johnson. En cuanto a ciertas preguntas realizadas en relación con la credibilidad durante el entrenamiento de primavera, respondió Ash a menos de un mes de iniciarse la temporada, que no era el adecuado. Johnson fue reemplazado por Jim Fregosi, quién había sido mánager de los Filis cuando perdieron contra los Azulejos, la Serie Mundial de 1993. La ofensiva continúo siendo potente en 1999, pero el pitcheo sufrió sin Roger Clemens y los Azulejos terminaron con récord de 84-78 en el tercer lugar. Después de la temporada de 1999, la mascota original de los Azulejos por 20 años, BJ Birdy, fue sustituida por un dúo llamado Ace y Diamond (As y Diamante).
El 8 de noviembre de 1999. Toronto negoció a la estrella del outfielder Shawn Green a los Dodgers de los Ángeles por el pitcher relevista zurdo, Pedro Borbón y el right-fielder Raúl Mondesi. Green le había informado a los Azulejos que no firmaría contrato al final del año. (El se fue a su casa en Southern, California).
El año 2000, dio una temporada similar, teniendo los Azulejos un récord de 83-79, quedando fuera de la carrera del wild card a solo 41/2 juegos del triple campeón defensor de la Serie Mundial, los Yankees de Nueva York en la división Este de la Liga Americana, la primera vez desde 1993 que ellos contendían por la división. Carlos Delgado tuvo un año estelar con un promedio de bateo de .344 con 41 jonrones , 57 dobles, 137 carreras impulsadas, 123 bases por bolas y 115 carreras anotadas. En suma, otros seis jugadores con 20 o más jonrones quedaban fuera.
El 1 de septiembre del 2000, Rogers Communications Inc.adquirió el 80% del club de béisbol por 160 millones de dólares con Interbrew (ahor InBev) manteniendo 20% de intereses en el Canadian Imperial Bank of Commerce el cual quedó con el 10%. Rogers, eventualmente adquiriría el 20% de Interbrew y ahora es el dueño completo del equipo.
La temporada del 2001, marcó el aniversario número 25 de la franquicia. Buck Martínez, cácher emérito y comentarista para los Azulejos, tomó el cargo de mánager al inicio de esta temporada. Los Azulejos tuvieron una temporada tambaleante con un equipo con récord por debajo de los .500 finalizando con registros de 80-82 con un pitcheo y bateo mediocre. Delgado había sido el´líder del equipo otra vez, con 39 jonrones y 102 carreras impulsadas. Al terminar la temporada del 2001, los Azulejos despidieron a Gord Ash, finalizando siete años como gerente general. J.P. Ricciardi, director de desarrollo de jugadores bajo el gerente general de los Atléticos de Oakland Billy Beane, fue nombrado gerente general de los Azulejos y causó expectación el roll que tomó de inmediato, en el orden para aumentar la marea de la tinta roja. Durante el receso de la postemporada, el equipo negoció o se fueron jugadores populares incluidos Alex González, Paul Quantrill, Brad Fullmer y el cerrador Billy Kocj por talentosos jóvenes jugadores como Eric Hiske y Felipe López que consiguieron una oportunidad para desarrollarse en las Ligas Mayores.

### 2002-2009: La era de J.P. Ricciardi y Roy Holliday
Los Azulejos iniciaron la temporada del 2002 con un progreso lento en su desempeño. Buck Martíenz fue despedido en el tercio de la temporada, cuando tenían un récord de 20-33. Fue reemplazado por el entrenador de la tercera base Carlos Tosca, un mánager con experiencia en Ligas Menores. Tuvieron un récord de 58-51 y bajo la dirección de Tosca, terminaron con récord de 78-84 en esta temporada, una vez más perdedora. Roy Halladay fue el as del pitcheo en el equipo llegando a ser el mejor del personal y terminando con récord de 19-7 y un porcentaje de carreras limpias de 2.93. Los bateadores fueron encabezados por Carlos Delgado. Promesas de jugadores jóvenes fueron asignados a papeles claves. El tercera base Eric Hinske ganó el premio de Novato del Año y a la conclusión de la temporada a los 23 años de edad el center field Vernon Wells tuvo su primera temporada con 100 carreras impulsadas. El récord del equipo de 0.481 global y quedando en tercer sitio de la división a 25.5 juegos del líder.
La temporada 2003 fue una sorpresa para ambos: directivos y analistas. Después de un pobre abril, el equipo tuvo un impresionante despegue en mayo. Carlos Delgado fue el líder en las Mayores en carreras impulsadas, seguido por Wells. Después de estos datos en el bateo, el pitcheo continúo siendo la plaga del equipo. Halladay fue la excepción, ganando su primer premio Cy Young con récord de 22-7, con un porcentaje de carreras limpias de 3.25. En julio, Shannon Stewart fue negociado a los Mellizos de Minnesota por Bobby Kielty, otro outfielder con un porcentaje bajo de bateo como Steward. Los Azulejos finalizaron en tercer lugar de su división. Delgado fue segundo en la votación para el premio de Jugador Más Valioso. Al término de la temporada, Kielty fue negociado a los Atléticos de Oakland por el abridor Ted Lilly. El récord del equipo fue de 86 ganados y 76 perdidos, con un porcentaje de 0.531 y a 15 juegos detrás del líder y terminando en tercer lugar divisional.
La temporada del 2004 fue un año para el olvido para los Azulejos desde el principio. Tuvieron un inicio de temporada de 0-8 y en el SkyDome nunca habían iniciado con una racha sin ganar. Mucho de esto fue debido a las lesiones de los partícipantes del Juego de Estrellas, Carlos Delgado, Vernon Wells y Roy Halladay entre otros. A pesar de las adiciones del pitcher inicialista Ted Lilly y de Miguel Batista y del relevista Justin Speier fueron de gran ayuda, pero el veterano Pat Hentgen se retiró el 24 de julio. Fueron llamados los novatos de ligas menores, David Bush, Jason Frasor, Josh Trower y otros para completar la rotación en el bullpen. Por lo tanto, fue evidente la incosistencia. Con el equipo sumergido en el último lugar y con una racha perdedora de cinco juegos, el mánager Carlos Tosca fue relevado el 8 de agosto siendo reemplazado por el entrenador de la primera base John Gibbons. El primera base por largo tiempo, Carlos Delgado se hizo agente libre al término de la temporada. Ninguno de los prospectos como Russ Adams, Gabre Gross y Alex Ríos, pudieron alborotar a los fanáticos. Los pitchers novatos David Bush, Gustavo Chacín y Jason Frasor, también se mostraron como promesas para el futuro del equipo. Los Azulejos solo tuvieron un representante en el Juego de Estrellas por el pitcher Ted Lilly. El equipo terminó con récord de 67 ganados y 94 perdidos, con un porcentaje de bateo de 0.416 a 33.5 juegos de distancia del líder divisional, terminando en quinto lugar y con una temporada perdedora.
El SkyDome fue renombrado como Rogers Centre. Los Azulejos tuvieron un buen inicio en la temporada del 2005. Fueron líderes de la división Este de la Liga Americana desde principios de abril y con un récord alrededor de .500 hasta finales de agosto. Los azulejos tuvieron la lesión del tercera base Corey Koskie que se fracturó un dedo, estando fuera de la alineación, pero el club sorprendentemente continúo jugando bien siendo llamado el novato y subido al equipo grande Aaron Hill. El 8 de julio, justo antes del Juego de Estrellas, el as del pitcheo de los Azulejos, Roy Halladay tuvo un accidente vial resultando con una pierna fracturada. Con la lesión, Halladay fue enviado a las Ligas Menores para su proceso de recuperación que fue muy lento y quedó eventualmente fuera el resto de la temporada. Antes de esta lesión, los Azulejos eran serios contendientes para competir por el Wild Card, pero quedaron fuera de la carrera por el playoff. El equipo recibió jugadores a futuro dado que en septiembre, fueron llamados al equipo grande Guillermo Quiroz, John-Ford Griffin y Sahun Marcum. Marcum era el que tenía mejores reportes con un promedio de carreras limpías de 0.00 después de cinco apariciones como pitcher de relevo y ocho innings lanzados en septiembre. Josh Towers también mostró potencial con un récord de 7-5 y un porcentaje de carreras limpias de 2.91 en la segunda mitad de la temporada. El equipo terminó con 80 ganados y 82 perdidos con un porcentaje de 0.494 y a 15 juegos detrás del líder de la división, ocupando el tercer lugar en su división.
En el año 2006, el equipo experimentó el más grande suceso de la temporada en años. El 2 de julio, Troy Glaus, Vernon Wells, Roy Halladay, B.J. Ryan y Alex Ríos fueron llamados al Juego de Estrellas como integrantes de los Azulejos. Este fue el más grande número de Azulejos llamados al Juego de Estrellas desde el año 1993. El equipo jugó bien en el crítico mes de septiembre, con récord de 18-10. Esto, combinado con el slump de los Medias Rojas de Boston, hicieron que los Azulejos ocuparan el segundo lugar en la división Este de la Liga Americana hasta el fin de esta temporada. Esto marcó la primera vezque los Azulejos finalizaron arriba del tercer lugar en su división desde el campeonato en la Serie Mundial en la temporada de 1993 y con más ganados desde la temporada de 1998. El 18 de diciembre, los Azulejos anunciaron la recontratación del center fielder Wells por un contrato de 7 años y con un pago de 126 millones de dólares, el cual haría efecto después de la temporada del 2007. El equipo terminó con récord de 87 ganados y 75 perdidos, con un porcentaje de .537 a diez juegos del líder de la división, aunque segundo lugar en su división.
La temporada del 2007 fue iniciada con lesiones persistentes, con 12 Blue Jays lidereando la lista de lesionados. La más seria lesión fue a de B.J. Ryan quién estuvo fuera por toda la temporada, dado que se le realizó la cirugía de Tommy John. Antes de esta temporada, el equipo firmó a los pitchers inicalistas John Thomson, Tomo Ohka y Víctor Zambrano. Cada uno de ellos estuvieron con el equipo hasta el final de la temporada Por lo tanto, los jóvenes inicialistas Shaumn Marcus y Dustin McGowan tuvieron un buen año con 12 victorias cada uno. El 24 de junio, McGowan lanzó un juego completo sin hit. El 28 de junio, Frank Thomas fue el jugador número 129 en las Ligas Mayores en dar 500 jonrones. Aaron Hill también tuvo un año estupendo, al entrar al récord del equipo con 47 dobles para un segunda base. El equipo terminpo con récord de 83 ganados y 79 perdidos, con un porcentaje de 0.512, a 13 juegos detrás del líder divisional y ocupando el tercer lugar de la división.
Para los Blue Jays, la temporada del 2008 mostró un fuerte personal de pitcheo, siendo el líder en las Ligas Mayores con un promedio de 3.49. Para mucha de esta temporada, el equipo necesitaba jonrones y productores de carreras. El 24 de mayo, el inicilista Jesse Litsch, entró al récord del equipo con 38 innings consecutivos sin dar una base por bolas. El 20 de junio, siguiendo a una racha perdedora de cinco juegos y los Azulejos en el fondo del sótano divisional del Este de la Liga Americana, el mánager Johb Gibbons fue despedido y varios miembros del personal de su coucheo. Cito Gaston fue contratado. Mieenras tanto Alex Ríos tuvo 32 bases robadas, siendo el primer Azulejo con más de 30 desde el 2001. El 5 de septiembre, Roy Halladay ganó su juego 129 en su carrera, llegando al segundo lugar en la lista de ganadores de todos los tiempos de los Azulejos. Halladay fue también segundo en la votación por el premio Cy Young, después de terminar con récord de 21-11 y 2.78 de carreras limpias. El récord final de los Azulejos fue de 86 ganados y 76 perdidos, con un porcentaje de 0.531 y a once juegos del líder divisional y en al cuarto sitio de su división.
La temporada del 2009, vio la adición de dos nuevos parches en los uniformes de los Azulejos: en el brazo derecho, una brillante hoja de maple roja (parte de la bandera de Canadá) y en el brazo izquierdo, una pequeña banda negra con el nombre escrito de "TED" en ella, en referencia al dueño del equipo Ted Rogers el cual falleció al final de la temporada. El día de la inauguración en el Rogers Centro, los Azulejos, lidereados por Roy Halladay, derrotaron a los Tigres de Detroit12-5. Aaron Hill y Roy Halladay, tuvieron ambos un excelente año y representaron a los Azulejos en el Juego de Estrellas en el 2009, realizado en San Luis, Misuri. Después de un inicio caliente, los Azulejos entraron en una racha perdedora de nueve juegos, terminando después de haber iniciado la temporada con récord de 27-14. A mediados de agosto, J.P. Ricciardi se fue a los Medias Blancas de Chicago y Alex Ríos quedó fuera. Con dos juegos pendientes, en la temporada, Ricciardi fue despedido en 3 de octubre. Él fue reemplazado por el asistente del gerente general Alex anthopoulos. Después de una temporada de 75 juegos ganados, los Azulejos vieron el fuerte regreso de Aaron Hill, quién obtuvo el premio de Retorno del Año en la Liga Americana y el Bate de Plata para el segunda base, Adam Lind, quién también tuvo una gran temporada, obteniendo el Bate de Plata para bateador designado. El equipo terminó con récord perdedor de 75 ganados y 87 perdidos, con un porcentaje de 0.463 a 28 juegos detrás del líder divisional y ocupando el cuarto lugar en su división.

### 2010-2015: La era de Alex Anthopoulos y José Bautista
La temporada del 2010, el as del pitcheo de los Azulejos Roy Halladay fue negociado a los Filis de Filadelfia por Kyle Drabek, Travis d'Arnaud y Michael Taylor. Pero Taylor fue inmediatamente negociado a los Atléticos de Oakland por Brett Wallace. El equipo firmó a los agentes libres John Buck y al shortstop Alex González.
La temporada del 2010 fue sorprendente, ya que se ganaron 10 juegos más que en la temporada anterior. Este fue el mejor año de la carrera de José Bautista, quien dio 54 jonrones, rompiendo el récord de franquicia de George Bell que era de 47. Este logro, hizo que fuera el primer jugador número 26 en dar 50 jonrones desde que lo hicieran Alex Rodríguez y Prince Fielder en la temporada del 2007. Los Azulejos tuvieron también un récord de franquicia por ser el equipo que más jonrones dio en casa en una temporada que fueron de 257, 13 más que el récord previo de 244 en la temporada del 2000. Los Azulejos empataron el récord de 1996 de los Orioles de Baltimore por ser el tercer equipo que más jonrones dio en casa por un equipo en una temporada. Siete jugadores (José Bautista, Vernos Wells, Aaron Hill, Adam Lind, Lyle Overbay, John Buck y Edwin Encarnación) dieron 20 jonrones 
o más en esta temporada. empatando el récord de las Ligas Mayores previamente impuesto por cuatro equipos, incluyendo a los Azulejos del 2000.
El 14 de julio, los Azulejos negociaron a Alex González y dos jugadores prospectos de Ligas Menores, entre ellos el pitcher zurdo Tim Collins y el shorstop Tyler Pastornicky a los Bravos de Atlanta por Jo-Jo Reyes y Yunel Escobar. El 7 de agosto, el cácher prospecto J.P. Arencibia hizo su debut en la Liga Mayor. Él tuvo una jornada de 5-4 con dos jonrones, incluyendo el jonrón al primer lanzamiento en Ligas Mayores. Al día siguiente, el pitcher Brandon Morrow, lanzó un juego sin hit ni carrera, finalizando con 17 ponches en un juego completo. El equipo terminó con récord de 85 ganados y 77 perdidos, con un promedio de 0.525 a once juegos detrás del líder de la división y ocupando el cuarto lugar divisional.
El 14 de julio, los Blue Jays negociaron a Alex González y dos jugadores prospectos de Ligas Menores, entre ellos el pitcher zurdo Tim Collins y el shorstop Tyler Pastornicky a los Bravos de Atlanta por Jo-Jo Reyes y Yunel Escobar. El 7 de agosto, el cácher prospecto J.P. Arencibia hizo su debut en la Liga Mayor. Él tuvo una jornada de 5-4 con dos jonrones, incluyendo el jonrón al primer lanzamiento en Ligas Mayores. Al día siguiente, el pitcher Brandon Morrow, lanzó un juego sin hit ni carrera, finalizando con 17 ponches en un juego completo. El equipo terminó con récord de 85 ganados y 77 perdidos, con un promedio de 0.525 a once juegos detrás del líder de la división y ocupando el cuarto lugar divisional.
Bajo la dirección del nuevo mánager John Farrell, los Blue Jays de la temporada del 2011 fue un subir y bajar en el standing la mayor parte, pero el equipo finalizó con un récord de .500. Después de firmar una extensión de contrato por cinco años por 64 millones de dólares, José Bautista siguió apareciendo con récord mejor que en el 2010, evidente que con una temporada mejor. Finalizó como líder de jonrones en la Ligas Mayores con 43, con 103 carreras impulsadas, 132 bases por bolas y un promedio de bateo de .302. El novato J.P. Arencibia también tuvo un año formidable, imponiendo en los Azulejos el récord en una temporada de 23 jonrones por un cácher. En agosto, el prospecto tercera base Brett Lawrie, hizo su debut en las Ligas Mayores con hit y tuvo un porcentaje de bateo de .293 con 9 jonrones, 4 triples y 25 carreras producidas en solo 43 juegos.
El pitcher inicialista y as del pitcheo Ricky Romero tuvo una temporada para recordar, lidereando al equipo con 15 juegos ganados y un porcentaje de carreras limpias de 2.92. Participó en el Juego de Estrellas por primera vez en su carrera. Los otros pitchers inicialistas fueron inconsistentes y John Farrell utilizó 12 diferentes inicialistas en el curso de la temporada. Jon Rauch y Frank Francisco, adquirieron ambos el papel de pitcher de relevo cerradores. Ambos tuvieron así la primera mitad de la temporada, pero Francisco fue utilizado en los dos últimos meses de la temporada, con seis juegos salvados en septiembre. El 31 de julio, los Azulejos retiraron su primer número, el de Roberto Alomar con el número 12, una semana después  que Alomar fuera incluido en el Salón de la Fama como el primer Azulejo. El récord del equipo fue de 81 ganados y 81 perdidos para un promedio de 0.500 a 16 juegos por detrás del líder de la división y ocupando el cuarto lugar divisional.
La temporada del 2012, estuvo plagada de lesiones por todo el año para los Blue Jays, en donde tuvieron que utilizar 31 pitcheres, lo cual fue un récord de franquicia. En junio, tres pitcher inicialistas (Brandon Morrow, Kyle Drabek y Drew Hutchinson) fueron perdidos por las lesiones por 4 días., pero dos de ellos requirieron de la cirugía de Tommy John. En suma tanto, los inicialistas Dustin McGowan y Jesse Litsch, perdieron la temporada completa por lesión. En la segunda mitad de la temporada, algunos de los jugadores claves de la alineación de Toronto, incluido al jugador del Juego de Estrella, José Bautista, perdió un buen tiempo de la temporada debido a una lesión. Después de los imponderables de Ricky Romero y Adam Lind, Casey Janssen tuvo un desempeño como cerrados con 22 juegos salvados, 2.52 de porcentaje en carreras limpias) y Edwin Encarnación se desarrolló como uno de los bateadores de poder de la Liga Americana con un promedio de bateo de .280, 42 jonrones y 110 carreras producidas. El equipo inició su gira en Cleveland, donde se le ganó a los Indians 7-4 en 16 innings, ingresando un nuevo récord para el día de inauguración de temporada con un juego en extrainnings. El récord anterior era de 15 innings que había sido impuesto por los Washington Senators ante los Philadelphia Athlétics el 13 de abril de 1926, y empatado por los Detroit Tigers y los Cleveland Indians el 19 de abril de 1960. El 20 de abril, los Blue Jays realizaron un triple play (tres outs) contra Kansas City Royals ganando 4-3. Este fue el primer triple play realizado desde el 21 de septiembre de 1979. El equipo terminó con récord de 73 ganados y 89 perdidos, con un promedio de 0.451 y 22 juegos detrás del líder de la división y ocupando el cuarto sitio divisional.
Durante el receso de la temporada anterior, los Blue Jays negociaron a Farrell con los Boston Red Sox, regresando el mánager John Gibbons a los Blue Jays. Negociaron con los Miami Marlins, además de hacer otros negocios y firmas, incluyendo con el ganador del Cy Young de la Liga Nacional de los New York Mets R.A. Dickey y tres agentes libres incluidos Melky Cabrera. El 8 de junio los Blue Jays jugaron el partido más largo en la historia de la franquicia en donde ganaron 4.3 en 18 innings contra los Texas Rangers. Este récord fue roto en la temporada siguiente. Los Blue Jays tuvieron un récord de la franquicia con una racha ganadora de once juegos consecutivos ganando 13-5 en casa a los Baltimore Orioles el 23 de junio. El equipo terminó 2013 con récord de 74 ganados y 88 perdidos con un promedio de 0.451, 22 juegos detrás del líder divisional y a 17.5 juegos del Wild Card, ocupando el octavo lugar en la Liga Americana para el Wild Card (comodín)
El pitcher Roy Halladay firmó contrato con los Blue Jays un día antes de retirarse por las lesiones. Los Blue Jays tuvieron una racha ganadora de 9 juegos del 20 al 28 de mayo, ganando 18 de 21 juegos entre el 15 de mayo y el 6 de junio. El 10 de agosto, los Blue Jays jugaron el partido más largo en la historia de la franquicia tanto en tiempo como en innings, ganando 6-5 en 19 innings con duración de 6 horas y 37 minutos contra los Detroit Tigers. El equipo terminó 2014 con récord de 83 ganados y 79 perdidos con un porcentaje de 0.512 a 13 juegos detrás del líder divisional y en tercera posición en su división a 5 juegos del wild card de la Liga Americana.
Durante el receso de fin de la temporada, los Blue Jays firmaron al nacido en Toronto el cácher Rusell Martin a través de la agencia libre. También adquirieron al pitcher abridor mexicano de 24 años Marco Estrada, procedente de los Milwaukee Brewers, Devon Travis de 25 años y al tercera base del Juego de Estrellas Josh Donaldson de 29 años y a Michael Saunders de 27 años en cambios El pitcher relevista Roberto Osuna "El Chufito", fue adquirido procedente de los Diablos Rojos del México de la Liga Mexicana de Béisbol. Los Blue Jays reclamaron a Justin Smoak de 28 años, Andy Dirks de 29 años y Chris Colabello de 30 años. Mientras tanto, Dirks junto con John Mayberry Jr. no fueron licitados eventualmente Los Blue Jays más tarde firmaron a Dirks un contrato de liga menor. Melky Cabrera de 32 años y Brandon Morrow de 33, dejaron la agencia libre y Juan Francisco fue reclamado por los Boston Red Sox.
Los Blue Jays negociaron más tarde a José Reyes y a los pitchers prospectos Miguel Castro, Jeff Hoffman y Jesús Tinoco con los Colorado Rockies por el shortstop del Juego de Estrellas Troy Tulowitzki y el relevista LaTroy Hawkins. Dos días más tarde, adquirieron al pitcher del Juego de Estrellas David Price procedente de los Detroit Tigers en cambio por los pitchers prospectos Daniel Norris, Matt Boyd y Jairo Labourt.
Los Blue Jays han tenido dos rachas ganadoras de 11 juegos durante esta temporada. El 25 de septiembre, los Blue Jays atracaron el playoff, finalizando la más larga inactividad en un playoff en los deportes profesionales de Estados Unidos. Más tarde obtendrían el título de la división Este de la Liga Americana el 30 de septiembre, después de haber derrotado a los Baltimore Orioles 15-2 en el primer juego de una doble cartelera.

### 2016-presente: La era de Ross Atkins
Toronto empezó la temporada con irregularidad en su desempeño, inclusive llegando a estar en el sótano. Pero posteriormente poco a poco el equipo empezó a jugar mejor llegando a subir posiciones estando en primer lugar en parte de agosto y septiembre. Pero la misma irregularidad se hizo presente y no le alcanzó para llevarse el título divisional el cual fue ganado por Texas Rangers, siendo necesario el enfrentamiento con Baltimore Orioles por el wild-card el cual se efectuó el 4 de octubre de 2016 en la casa de los Blue Jays.
El dominicano Edwin Encarnación conectó un cuadrangular de tres carreras en el fondo del undécimo capítulo ante su compatriota Ubaldo Jiménez y con ello los Blue Jays derrotaron 5-2 a Baltimore Orioles en el juego de comodines de la Liga Americana para acceder a la serie de primera ronda contra Texas Rangers. El partido de comodines resultó muy cerrado, donde los canadienses sufrieron por la baja del relevista mexicano Roberto Osuna, quién sin problemas sacó los tres outs del noveno capítulo, pero en el décimo, tras sacar a su primer rival, se quejó de una molestia y lo sustituyó el zurdo Francisco Liriano, quién a la postre resultó vencedor.
Jiménez entró en relevo de Brian Duensing con un out en el 11° inning y Devon Travis empalmó sencillo en cuenta de 1-1- Josh Donaldson, el reinante Jugador Más Valioso de la Liga Americana, conectó sencillo ante el siguiente pitcheo, y Travis avanzó hasta la tercera base cuando el jardinero Nolan Reinold hizo malabares con la pelota. Acto inmediato. Encarnación desapareció el siguiente lanzamiento, una recta de 91 millas por hora, tomando vuelo hasta caer en el segundo nivel del jardín izquierdo. El dominicano supo en el mismo momento que la había sacado, y levantó ambos brazos en señal de triunfo.
Toronto viajará a Arlington, Texas para enfrentar a los Rangers en la serie divisional de la Liga Americana, al mejor de cinco partidos. Es la repetición del duelo que protagonizaron en la misma instancia el año pasado, con Toronto imponiéndose en el quinto partido gracias a un jonrón de José Bautista, recordado más por la forma eufórica como soltó su bate.

## Estadio

### Antiguos terrenos de juego
- Exhibition Stadium (1977-1989).
- Sahlen Field (2020-2021). Debido a las restricciones impuestas por el Gobierno canadiense durante la pandemia de COVID-19, los Blue Jays se vieron obligados a jugar la temporada 2020 y parte de la 2021 en el Sahlen Field de Búfalo, donde juega su equipo afilado, los Buffalo Bisons.
- TD Ballpark (2021).

## Afición
En 1977, después de solo 50 juegos en casa, los Blue Jays tuvieron el récord en las Ligas Mayores en su primer año como un equipo de expansión con una asistencia de un millón y 219 mil 551 fanáticos Al final de la temporada, subió a un millón 701 mil 152 fanáticos. En 1991 los Blue Jays fue el primer equipo de las Ligas Mayores en tener una asistencia de 4 millones un mil 526 fanáticos, seguidos de 4 millones, 28 mil 318 fanáticos en 1992. Estos dos récords fueron rotos en 1993 con el equipo de expansión Colorado Rockies. Mientras los Blue Jays tenían una asistencia en 1993 de 4 millones, 57 mil 947 fanáticos, un récord en la Liga Americana por 12 años, hasta que fue roto por New York Yankees en el 2005.
Varios Blue Jays han sido muy populares en Toronto a través de las Ligas Mayores, iniciando con Dave Stieb, quién acudió seleccionado a siete Juegos de Estrellas que es un récord de la franquicia. Roy Halladay lo siguió, dado que fue seleccionado seis veces y Roberto Alomar, Joe Carter y José Bautista, quienes fueron seleccinados cinco veces. Bautista tiene el récord de las Ligas Mayores en el año 2011 (solo por ese año) con 7 millones, 454 mil 753 votos para el Juego de Estrellas.

### Cultura: OK Blue Jays (Azulejos)
Durante el desarrollo del séptimo inning en los juegos de casa, antes se cantaba "Take Me Out to the Ball Game" (Llévame al juego de pelota). Pero los fanáticos de los Azulejos cantan y aplauden con "OK Blue Jays" (Esta bien, Azulejos) por Keith Hampshire y The Bat Boys (Los chicos murciélagos), los cuales la grabaron en 1983. La canción fue remezclada en el 2003 y desde entonces, la nueva versión corta se toca durante los juegos de casa.

### Mascota

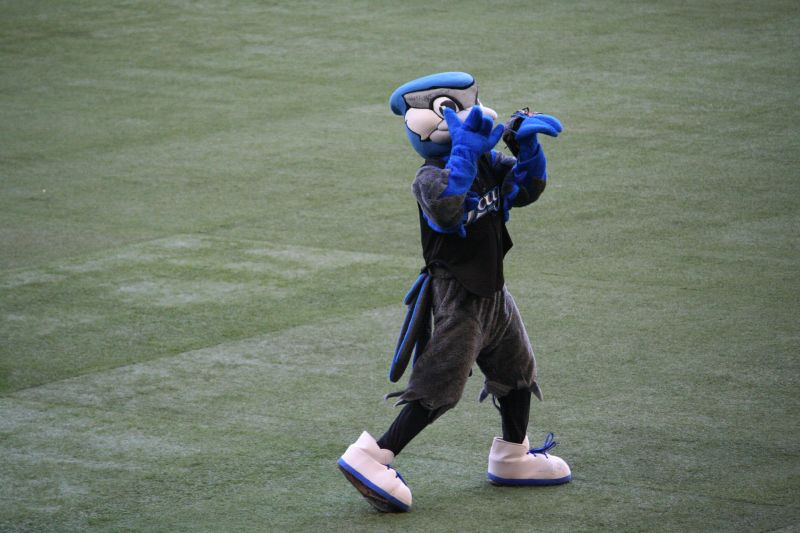
Ace, la mascota de los Toronto Blue Jays.

De 1979 a 1999, BJ Birdy sirvió como la mascota de los Blue Jays, tocada por Kevin Shanahan. En el 2000, fue reemplazado por un dueto llamado Ace (As) y Diamond (Diamante). Después del 2004, Diamond se retiró, quedando Ace como la única mascota del equipo.

## Rivalidades

### Detroit Tigers
Los Detroit Tigers son geográfica y tradicionalmente rivales de los Toronto Blue Jays, la cual data desde la década de 1980's cuando los equipos fueron contendientes en la división Este de la Liga Americana. Los Tigers fueron cambiados a la división Central de la Liga Americana en 1998, y la rivalidad murió con este cambio en los equipos, dado que solo se ven las caras seis veces al año desde 2011.

### Montreal Expos
Los Montreal Expos fueron geográficamente rival pero de la Liga Nacional, siendo el otro equipo canadiense de las Ligas Mayores antes de que fuera recolocado. De 1978 a 1986, los equipos jugaban anualmente a media temporada, juegos de exhibición, conocida como Pearson Cup. (Copa Pearson). Los equipos iniciaron sus enfrentamientos en las temporadas del 2003 y 2004, siendo las últimas temporadas de los Expos, ya que fueron recolocados en Washington D.C. y la Cup Pearson fue ganada después de un par de tres juegos.

## Radio
Tom Cheek fue el primer locutor que narró jugada a jugada el primer juego de los Azulejos de Toronto, desde el 7 de abril de 1977 hasta el 3 de junio del 2004, cuando él suspendió la narración de dos juegos por el fallecimiento de su padre, narró 4306 partidos consecutivos en la temporada regular y 41 juegos de postemporada. Cheek falleció en 2005 y el equipo lo recordó durante la temporada del 2006 con una banda circular en el lado izquierdo de sus jerséis. La banda fue adornada con las iniciales de Cheek junto a un micrófono estilizado. Cheek también fue honrado al otorgársele a modo póstumo el "Level of Excellence" (Nivel de Excelencia), que se exhibe en la parte superior del Rogers Centre, el cual exhibe el 4306 debajo de su nombre. En 2008, Cheek recibió la tercera más elevada votación por parte de los fanáticos al ser nominado para el premio Ford C. Frick, en la excelencia del desempeño. Cheek finalmente recibió el Frick Award póstumo en el año 2013.
La señal de Radio de los juegos de los Azulejos es originada por Sportsnet 590 CJCL en Toronto, cuando Rogers Communicatios era los dueños de los Azulejos. Jerry Howarth era el narrador jugada por jugada y Mike Wilner el segundo narrador. Durante las temporadas del 2007 al 2012, Alan Ashby fue el comentarista del color utilizado en América para comentar ingresos de los fanáticos al campo, estancia y entrevistas del juego. El que fuera pitcher de los Azulejos, Jack "El Gato" Morris. se unió a estos comentaristas durante la temporada del 2013, pero fue reemplazado por el ex-catcher Joe Siddall. Otro ex-pitcher de los Azulejos, Dirk Hayhurst, suplió a Morris por algunos juegos durante la temporada del 2013. Otro ex-catcher de los Azulejos, Gregg Zaun, participó como comentarista ocasional del color, desde 2011, pero el ex-catcher Joe Siddall fue el comentarista del color en la temporada 2014.
Los Toronto Blue Jays tienen el más grande marketing geográfico para hogares en todo el béisbol, emplazado en Canadá. Después de esto, el número de estaciones de radio que transmiten los juegos ha disminuido. Solo veinte estaciones de radio a través del país transmitieron los juegos de los Azulejos durante la temporada del 2011, que son pocos afiliados en comparación con muchos equipos.

## Televisión
Todos los juegos de los Blue Jays son transmitidos en cadena nacional por Sportsnet (empresa que pertenece a Rogers Communications), dueña de los Azulejos, con Buck Martínez como el principal omentarista del juego jugada por jugada, y Pat Tabler como el analista del color. Jack "El Gato" Morris se unió a Martínez y Tabler en la transmisión por una serie. En años anteriores, el analista del color se rotaba entre Pat Tabler, Rance Mulliniks, Darrin Fletcher y desde la temporada del 2011, Gregg Zaun. Sportnet fue el primer equipo de comunicación que después del almuerzo a fines de los 1990's, fue el que transmitió de forma exclusiva, los juegos hasta el año 2010. Pero en agosto del 2010, Sportsnet One empresa también de los Blue Jays empezó a transmitirlos, (creando frecuentes conflictos con los canales principales de Sportnet). Rogers fue criticado por los fanáticos debido a que Sportnet One solo iniciaba carrera por los sistemas de Rogers Cable. Desde luego, que todo Canadá es considerado la casa de los Azulejos, y no es posible que esto bloqueara a los fanáticos canadienses de ver en vivo los juegos de los Blue Jays en las Ligas Mayores de Béisbol.
En septiembre del 2012, AMI-TV hizo el simulacro con tres juegos de los Blue Jaays descrito mediante video provenientd de CJCL, correspondiendo a Sam Cosentino, que incluía expansión de gráficos. Paul Beston directivo de AMI's estuvo involucrado para "tratar de llegar a un acuerdo", ya que estos eran los primeros deportes organizados en estos juegos y era un proyecto revolucionario con el fin de proporcionar los juegos a la comunidad. El 27 de junio del 2013, la estación multicultural de Rogers Toronto Omni 2, hizo un simulacro de un juego de los Blue Jays (donde el jugador taiwanés Chien-Mign Wang estaba anunciado para iniciar) con comentarios en el idioma chino mandarín, siendo la primera vez que se transmitía un juego de Ligas Mayores en ese idioma.
The Sport Network (TSN), que al iguyal que los Blue Jays, su dueño fue Labatt de 1984 a 1995, fue el primer servidor de televisión por cable antes de que Sportner tramitiiera sus juegos. TSN (y más tarde el sistema de canal TSN2) continuaron transmitiendo los juegos de los Azulejos durante la temporada del 2009 hasta ma ypo del 2010. Más recientemente, Rod Black narró jugada tras jugada mediante servidor de Tabler y comentarios del color en esta transmisión. CBC ha transmitido los juegos de los Azulejos a tgavés de su historia, más recientmente del 2007 y 2008. Estas transmisiones son presentadas por Jim Hughson como el comentarista de jugada tras jugada así como exjugadores de los Azulejos como Rance Mullinikis y Jesse Bartield en comentarios del color. Los juegos son también enviados a la televisión abierta por CTV (excpeto en Montreal), del equipo hasta fines de la década de 1990's. Los Azulejos no han aparecido en televisión abierta de Canadá desde 2008.

## Estadio
Los Blue Jays juegan desde 1989 en el Rogers Centre, antes llamado SkyDome, en el centro de la ciudad de Toronto, a escasa distancia de la estación central del tren.

## Jugadores

### Miembros del Salón de la Fama
Seis exjugadores, un exmánager y un exmánager general del club han sido elegidos para el Salón de la Fama del Béisbol. 
| Nombre           | Posición                         | Temporada con los Azulejos |
| ---------------- | -------------------------------- | -------------------------- |
| Phil Niekro      | lanzador                         | 1987                       |
| Dave Winfield    | jardinero                        | 1992                       |
| Paul Molitor     | bateador designado, infielder    | 1993–1995                  |
| Roberto Alomar   | segunda base                     | 1991-1995                  |
| Rickey Henderson | jardinero izquierdo              | 1993                       |
| Bobby Cox        | mánager                          | 1982–1985                  |
| Frank Thomas     | bateador designado, primera base | 2007–2008                  |
| Pat Gillick      | mánager general                  | 1978–1994                  |

Roberto Alomar es el único de ellos quien aparece en su placa del Salón de la Fama llevando la insignia de gorra de los Azulejos de Toronto.

### Números retirados

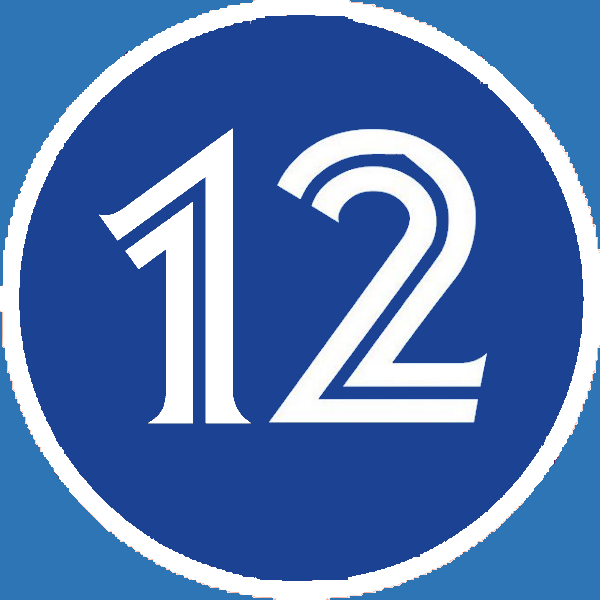
Roberto Alomar (2B). Retirado el 31 de julio de 2011.
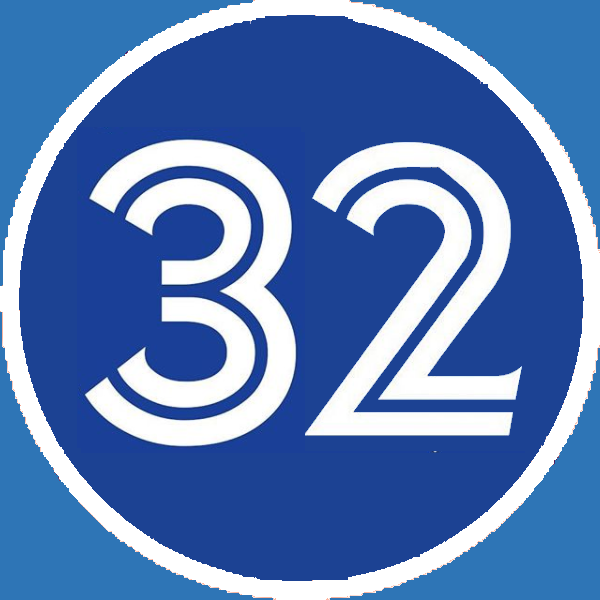
Roy Halladay (P). Retirado el 29 de marzo de 2018.
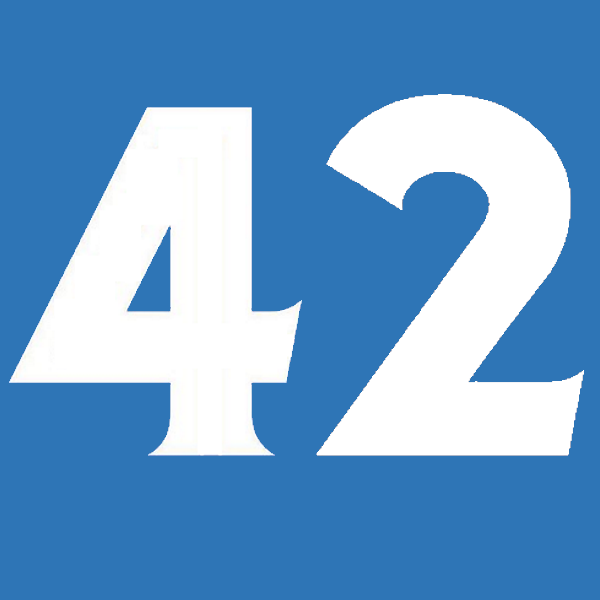
Jackie Robinson (2B). Retirado de toda la MLB el 15 de abril de 1997.

### Nivel de Excelencia
En 1996, los Blue Jays instituyeron un "Nivel de excelencia" en el nivel 500 del Rogers Center , en honor a los "tremendos logros individuales".
- Tony Fernández SS, 3B: 1983-1990, 1993, 1998-1999, 2001
- George Bell LF: 1981–1990
- Roberto Alomar* 2B: 1991–1995
- Carlos Delgado 1B: 1993–2004
- Joe Carter RF, 1B: 1991–1997
- Dave Stieb P: 1979–1992, 1998
- Cito Gaston Gerente: 1989–1997, 2008–2010
- Tom Chekk Locutor: 1977-2005
- Paul Beeston VP: 1976–1989; Presidente: 1989–1997, 2008–2015
- Roy Halladay: P: 1998-2009
- Pat Gillik Director general: 1978–1994

## Palmarés
- Serie Mundial (2): 1992, 1993.

- Banderines de la Liga Americana (2): 1992, 1993.

- División Este AL (6): 1985, 1989, 1991, 1992, 1993, 2015.